# Khmerrepubliken
Khmerrepubliken var en republik i Kambodja mellan 1970 och 1975 under ledning av Lon Nol. Under denna period var Kambodja allierat med bland annat Sydvietnam och USA. Vietnamkriget började 1955 och slutade 1975 med Nordvietnamesisk seger. Nordvietnam använde sig av så kallad gerillakrigföring då man ofta stred i djungeln där USA inte var lika framgångsrika. Samtidigt utkämpade Lon Nols regim ett förödande inbördeskrig mot de kommunistiska Röda Khmererna under ledning av Pol Pot och styrkor lojala mot den gamla monarkin ledda av den avsatte kungen Norodom Sihanouk.
Khmerrepubliken kollapsade 1975 när Röda Khmererna tog makten, året därpå utropade de en ny stat kallad Demokratiska Kampuchea.